# Гизанжар
Гизанжа́р (фр. Guizengeard) — коммуна во Франции, находится в регионе Пуату — Шаранта. Департамент — Шаранта. Входит в состав кантона Броссак. Округ коммуны — Коньяк.
Код INSEE коммуны — 16161.
Коммуна расположена приблизительно в 440 км к юго-западу от Парижа, в 145 км южнее Пуатье, в 45 км к юго-западу от Ангулема.

## Население
Население коммуны на 2008 год составляло 162 человека.
| 1962 | 1968 | 1975 | 1982 | 1990 | 1999 | 2008 |
| ---- | ---- | ---- | ---- | ---- | ---- | ---- |
| 223  | 235  | 213  | 202  | 168  | 155  | 162  |

## Экономика
В 2007 году среди 106 человек в трудоспособном возрасте (15—64 лет) 80 были экономически активными, 26 — неактивными (показатель активности — 75,5 %, в 1999 году было 63,2 %). Из 80 активных работали 68 человек (40 мужчин и 28 женщин), безработных было 12 (4 мужчины и 8 женщин). Среди 26 неактивных 2 человека были учениками или студентами, 10 — пенсионерами, 14 были неактивными по другим причинам.

## Фотогалерея

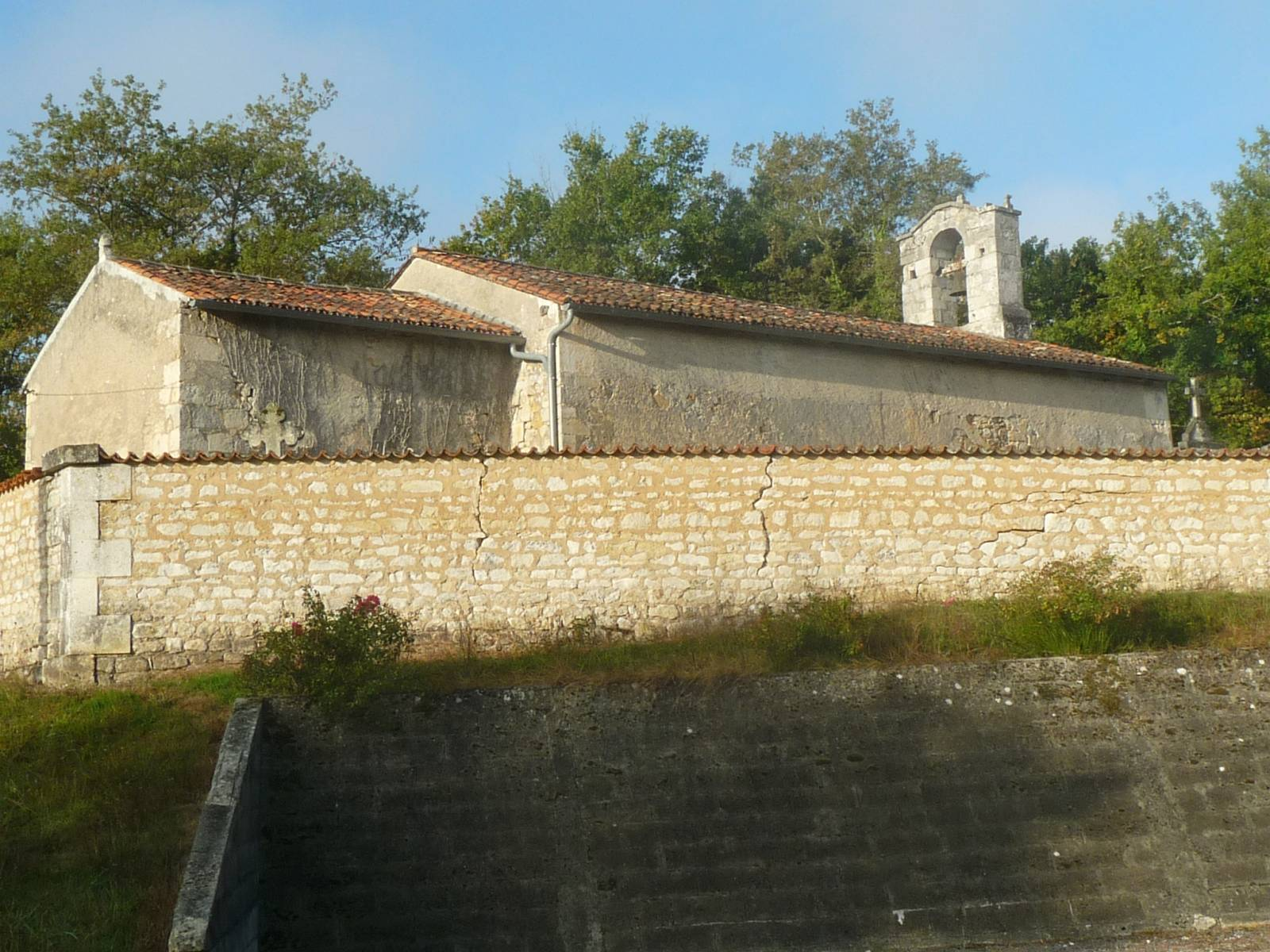
Церковь Св. Иоанна Крестителя
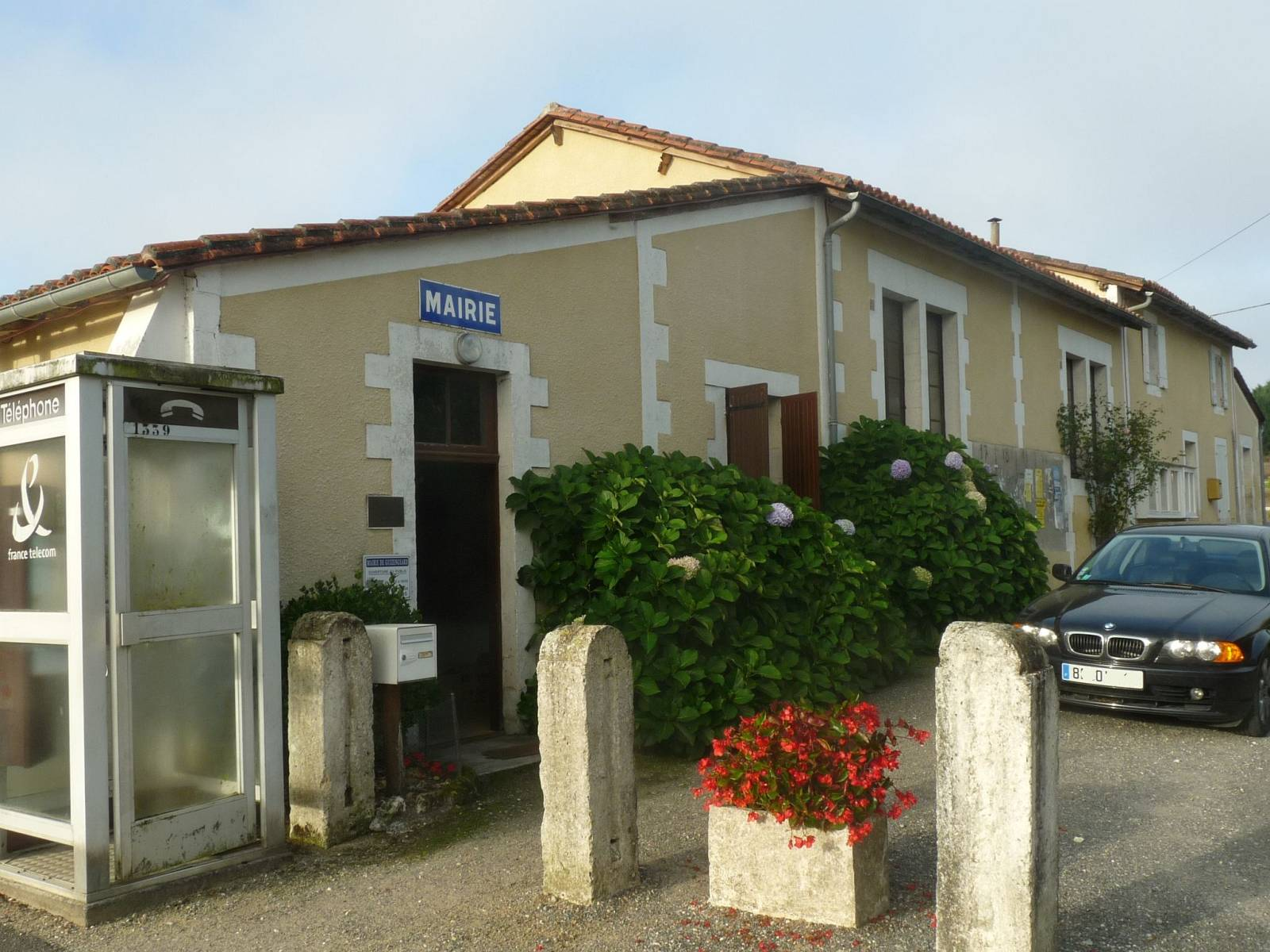
Мэрия
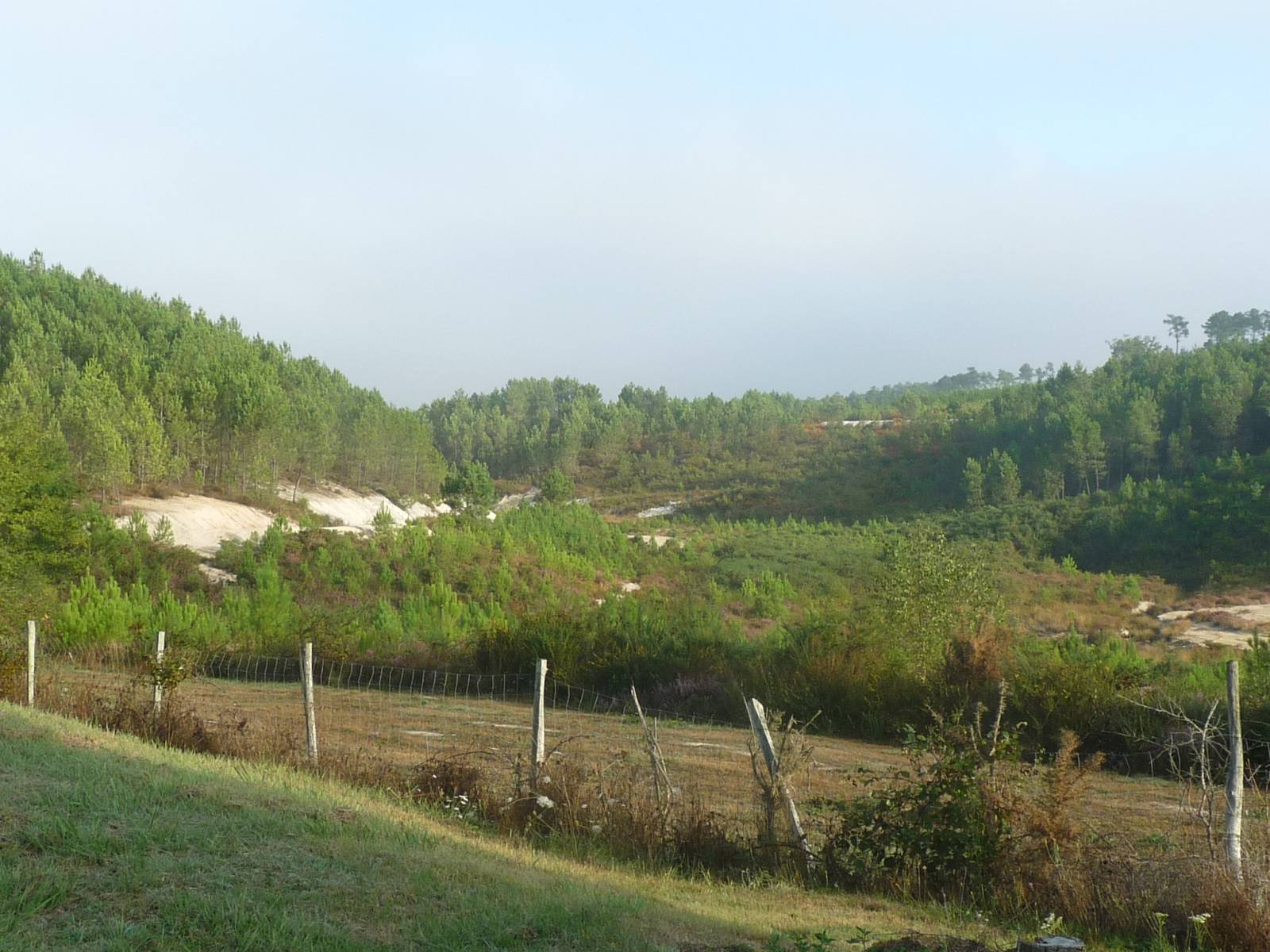